# Собор Святого Иустина (Кьети)
Собор Святого Иустина (итал. Cattedrale di San Giustino) — собор архиепархии Кьети-Васто Римско-католической церкви в городе Кьети, в провинции Кьети, в регионе Абруццо, в Италии.

## История
На месте, где сейчас находится собор Святого Иустина в Кьети, ранее стояли две другие церкви. Первая церковь, вероятно, погибла при пожаре 801 года, когда город был захвачен Пипином Аквитанским. Вторая церковь, построенная в 840 году при епископе Теодорико I, неизвестно кем и когда была уничтожена. Нынешнее здание собора было освящено 5 ноября 1069 года епископом Аттоно I.
Возможно некоторые элементы крипты сохранились от двух предыдущих церквей. В XIV веке были построены первые три этажа колокольни. В 1498 году Антонио да Лоди добавил верхний этаж колокольни и шпиль.
Первая масштабная реконструкция собора была проведена архиепископом Маттео Семиньято. За ней последовали другие, в частности из-за разрушительных землетрясений в регионе (например, в 1703 году). При архиепископах Франческо Бранча (1769) и Луиджи Руффо Шилла церковь приобрела легкие формы позднего барокко, прежде всего во внутреннем убранстве.
Между 1920 и 1936 годами собор снова подвергся серьезной реконструкции по проекту Гвидо Чирилли, ставшей попыткой вернуть ему средневековые формы. В частности, фасад и стены храма были отделаны по подобию апсиды, сохранившей средневековый облик. Храм стал одним из ярких примеров романской архитектуры на южном побережье Адриатического моря. В результате реконструкции был удален боковой вход, возвращены лестница и портик, возведен новый портал с тангенциальным по форме входом, новый фасад трансепта, здание церкви и колокольня были обрамлены в мраморный постамент, шпиль колокольни, упавший во время землетрясения 1703 года, был восстановлен. В 1970-е годы уничтожение внутреннего убранства крипты в стиле барокко не принесло ожидаемых результатов; были обнаружены лишь немногие следы средневековых фресок.

## Описание
Несмотря на перестройки, собор по прежнему представляет собой базилику с тремя нефами разделенными пилястрами. Трансепт на одном уровне с нефами, пресвитерий возвышается над криптой, нефы завершаются тремя апсидами, две из которых асимметричны. В левой части храма находится часовня Святых Даров. В правой части храма небольшая ниша с купелью.
Боковые нефы покрыты куполами (в правом нефе есть три монофоры); центральный неф с мощными пилястрами с квадратным мраморным цоколем, поддерживающими свод с люнетами, украшенными картинами со сценами из жизни Пресвятой Девы Марии и Святого Иустина из Кьети. В трансепте два богато украшенных алтаря и две часовни. Над трансептом большой круглый купол с восемью слуховыми окнами.
В глубине пресвитерия находятся хоры, престол архиепископа, монументальный главный алтарь и небольшой, но изысканный алтарь, покрытые полусферическим куполом, по бокам которого два больших окна, освещающих всю зону апсиды.
Боковые входы трансепта и пресвитерия находятся на двух разных уровнях лестницы; центральный неф обрамлен тонкой балюстрадой и пересекается лестницей, ведущей в крипту. Над балюстрадой возвышается деревянная кафедра.
Часовня Святого Гаэтана Тиенского расположена на правой стороне трансепта и посвящена святому из провинции Виченца, но тесно связаному с городом Кьети, где, вместе с местным епископом Джан Пьетро Карафа (будущим Папой Павлом IV), в 1524 году он основал Конгрегацию Регулярных Клириков Театинцев.
Мраморный алтарь 1738 года обрамленный двумя колоннами, поддерживающими фронтон в центре которого изображены ангелы. Запрестольный образ также восходит к 1738 году. На нем изображено явление Богоматери с Богомладенцем в базилике Санта Мария Маджоре в Риме в Рождественский сочельник 1517 года. Картина кисти Людовико Де Майо из Неаполя писавшего в стиле барокко. В своде трансепта картина с изображением орденов камиллианцев, карачолианцев и театинцев, чье появление в той или иной степени связано с городом Кьети. Картина XIX века кисти Дель Цоппо.
Часовня Богоматери Кьети (итал. Mater populi teatini) находится на небольшом возвышении в правой части трансепта. В ней две картины, мраморный алтарь и ниша с деревянной статуей эпохи Ренессанса «Богоматерь с младенцем Иисусом». Алтарь 1695 года с картиной «Святой Иустин из Кьети в папском облачении». Еще две картины, с изображениями мучеников, находятся по бокам часовни: слева «Святой Иоанн Непомук» кисти Николы Раньери, справа «Домициан и Легонциан из Кьети» кисти неизвестного художника.
На левой стороне трансепта часовня Святого Иустина из Кьети, чьи мощи находятся в крипте. Первоначально часовня также находилась в крипте. Несмотря на меры предосторожности, бронзовый бюст Святого Иустина работы Николы да Гуардиагреле, мастера XV века, был похищен из храма в 1983 году. Картины по сторонам часовни, украшенной мрамором, изображают сюжеты из жизни Святого Николая в Бари: слева полотно 1900 года, подписано Маркьяни; справа полотно XVI века неизвестного автора.
Часовня Непорочного Зачатия находится в левой стороне трансепта. Здесь мраморный алтарь, обрамленный четырьмя колоннами, поддерживающие два тимпана. Две гипсовые статуи с обеих сторон, работы Джузеппе Мамбрини, изображают аллегории добродетелей — стойкость и мягкость. Запрестольный образ 1759 года кисти Саверио Персико с изображением Пресвятой Девы Марии Непорочное Зачатие и «беседы» Святых Николая из Бари и Януария из Неаполя.
Часовня Святых Даров в левом нефе воспроизводит формы небольшой часовни Святых Даров в Соборе Святого Петра в Риме. На разделяющей нефы балюстраде, две картины с изображением Богоматери; справа от входа образ Мадонны дей Мираколи (Богоматери Чудотворицы) из Казальбордино. В конце часовни алтарь Святых Даров, покрытый позолотой, с двумя ангелами. В середине алтаря образ «Триумф Евхаристии» кисти Франческо Гранди. Картина написана в стиле неоклассицизма в 1890 году.
Грандиозный главный алтарь из мрамора с деревянными вставками является одним из шедевров стиля барокко. Здесь находится картина «Призвание Святого Иустина на кафедру» кисти Джузеппе Санмартино, чье авторство, однако, оспаривается некоторыми специалистами.
Крипте, очищенной от элементов барокко, вернули романский облик. Своды крипты опираются на колонны с капителями, выполненными в разные эпохи и в разной стилистике. Здесь сохранились фрагменты фресок. Самыми древними считаются фрески начала XV века в часовне, расположенной слева от главного алтаря крипты. Здесь находится самое древнее изображение Святого Иустина из Кьети. В правой часовне отделённые от стены фрески последней четверти XV века — «Распятие» и «Оплакивание Христа» последней четверти XV века. В крипте находятся гробницы архиереев Кьети.